# Lilla Stenkällevattnet
Lilla Stenkällevattnet är en sjö i Uddevalla kommun i Bohuslän och ingår i Göta älv-Bäveåns kustområde. Sjön är 2,5 meter djup, har en yta på 0,013 kvadratkilometer och är belägen 166 meter över havet.